# Kees Schelfhout

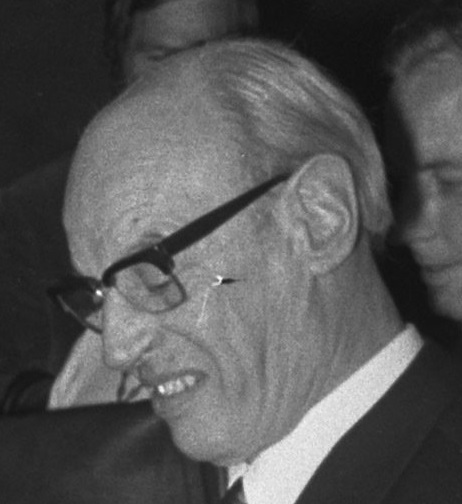
Kees Schelfhout, 1971

Cornelis Eduardus „Kees“ Schelfhout (* 25. Februar 1918 in Sint Jansteen, Provinz Zeeland; † 3. März 1983 in Den Haag) war ein niederländischer Politiker der Katholieke Volkspartij (KVP), der unter anderem zwischen 1971 und 1973 Staatssekretär im Ministerium für Bildung und Wissenschaft im Kabinett Biesheuvel war.

## Leben

### Studium, Zweiter Weltkrieg und katholischer Bildungsfunktionär
Schelfhout, Sohn eines Lehrer- und Schulrektorenehepaars, begann nach dem Besuch des Gymnasiums der Abtei Rolduc 1938 ein Studium im Fach Französische Literatur an der Katholieke Universiteit Nijmegen, das er nach dem Einmarsch der deutschen Wehrmacht in die Niederlande im Mai 1940 abbrechen musste. Daraufhin versuchte er als einer der ersten sogenannten Engelandvaarders mit einem Boot am 28. Juli 1940 nach England zu flüchten, wurde allerdings an die französische Küste getrieben, wo er von deutschen Truppen gefangen genommen wurde. Daraufhin befand er sich zunächst für zwei Jahre in Haft im Oranjehotel, dem Gefängnis von Scheveningen für Angehörige des niederländischen Widerstandes während der deutschen Besatzung. Anschließend wurde er 1942 ins KZ Sachsenhausen und dort im April 1945 befreit. Nach seiner Rückkehr in die Niederlande nahm er 1945 ein Studium im Fach Recht der Niederlande an der Katholieke Universiteit Nijmegen auf und schloss dieses im März 1948 ab.
Im April 1948 begann Schelfhout seine berufliche Laufbahn als rechtswissenschaftlicher Mitarbeiter im Katholischen Zentralbüro für Unterricht und Bildung (Centraal Bureau voor Katholiek Onderwijs en Opvoeding), wechselte aber bereits am 1. Januar 1949 als Referendar in das Ministerium für Unterricht, Kunst und Wissenschaft und war dort bis zum 1. Januar 1951 tätig. Im Anschluss fungierte er zwischen dem 1. Januar 1951 und dem 16. November 1955 als Sekretär des Unterrichtsrates (Onderwijsraad), einem Organ der Regierung für bildungspolitische Fragen. Mitte der 1950er Jahre begann er auch seine politische Tätigkeit für die Katholieke Volkspartij (KVP) in der Kommunalpolitik und war zwischen dem 21. Oktober 1955 und dem 2. September 1958 Mitglied des Gemeinderates von Den Haag. Am 16. November 1955 in das Katholische Zentralbüro für Unterricht und Bildung zurück und bekleidete dort bis zum 16. Januar 1962 zunächst die Funktion als stellvertretender Direktor, ehe er zwischen dem 16. Januar 1962 und dem 28. Juli 1971 in Personalunion Direktor des Katholischen Zentralbüros für Unterricht und Bildung sowie Allgemeiner Sekretär des Katholischen Schulrates NKS (Nederlandse Katholieke Schoolraad) war. Ihm wurde für seine Verdienste am 29. April 1966 das Offizierskreuz des Orden von Oranien-Nassau verliehen.

### Mitglied der Ersten Kammer und Staatssekretär
Als Vertreter der Katholieke Volkspartij wurde Schelfhout am 16. September 1969 Mitglied der Ersten Kammer der Generalstaaten und gehörte dieser bis zum 28. Juli 1971 an. Während dieser Zeit fungierte auch als Sekretär der KVP-Fraktion in der Ersten Kammer.
Am 28. Juli 1971 wurde er von Ministerpräsident Barend Biesheuvel zum Staatssekretär im Ministerium für Bildung und Wissenschaft (Staatssecretaris van Onderwijs en Wetenschappen) in dessen Regierung berufen und bekleidete dieses Amt bis zum 11. Mai 1973. Er war in dieser Funktion insbesondere für den Unterricht in Vor- und Grundschulen sowie außergewöhnlichen Unterricht, die Vorbereitung des Gesetzentwurfs für die Sekundarbildung, Schulplanung und Schulbau sowie Bildungseffizienz zuständig. Danach war er zwischen 1973 und 1981 Berater des Ministeriums für Bildung und Wissenschaft. Am 8. Juni 1973 wurde ihm das Ritterkreuz des Orden vom Niederländischen Löwen verliehen. Im Februar 1977 verzichtete er auf eine erneute Kandidatur für die Erste Kammer.
Im September 1981 übernahm Schelfhout, der auch Kommandeur des Gregoriusordens war, eine unbezahlte außerplanmäßige Professur für Bildungsrecht an der Reichsuniversität Groningen und unterrichtete dort bis zu seinem Tod am 3. März 1983.